# Per Johansson
Per Lennart Johansson (ur. 25 stycznia 1963 w Borlänge) – były szwedzki pływak, specjalizujący się głównie w stylu dowolnym.
Trzykrotny brązowy medalista igrzysk olimpijskich w Moskwie (1980) na 100 m stylem dowolnym oraz w Los Angeles (1984) na tym samym dystansie i w sztafecie 4 × 100 m stylem dowolnym. Dwukrotny brązowy medalista mistrzostw świata z Guayaquil (1982) na 100 m stylem dowolnym i w sztafecie 4 × 100 m stylem dowolnym. Siedmiokrotny medalista mistrzostw Europy ze Splitu (1981), Rzymu (1983) oraz z Sofii (1985).